# Skovridergaarden
Skovridergaarden er en spillefilm fra 1957 instrueret af Ole Mynster efter manuskript af Fleming Lynge, Knud Leif Thomsen.

## Handling
Eva, datter af postor Lund, Claus, søn af skovridder Vørner, og Finn, hvis far er fyrmester, har trofast holdt sammen siden barndommen. De to unge mænd rejser til hovedstaden for at studere jura, men selv om deres venskab er ubrydeligt, så er stemningen alligevel ikke helt, som den plejer at være, da de kommer hjem i efterårsferien. Begge er de forelskede i Eva, og ingen af dem tør sige det til hende. Gensidigt våger de over hinanden.

## Medvirkende
Blandt de medvirkende kan nævnes:
- Jørn Jeppesen
- Karen Marie Løwert
- Klaus Pagh
- Preben Lerdorff Rye
- Vera Gebuhr
- Henrik Wiehe
- Ghita Nørby
- Helge Kjærulff-Schmidt
- Ilselil Larsen
- Mimi Heinrich
- Povl Wöldike
- Bjørn Spiro
- Jørgen Weel